# Marché en ligne

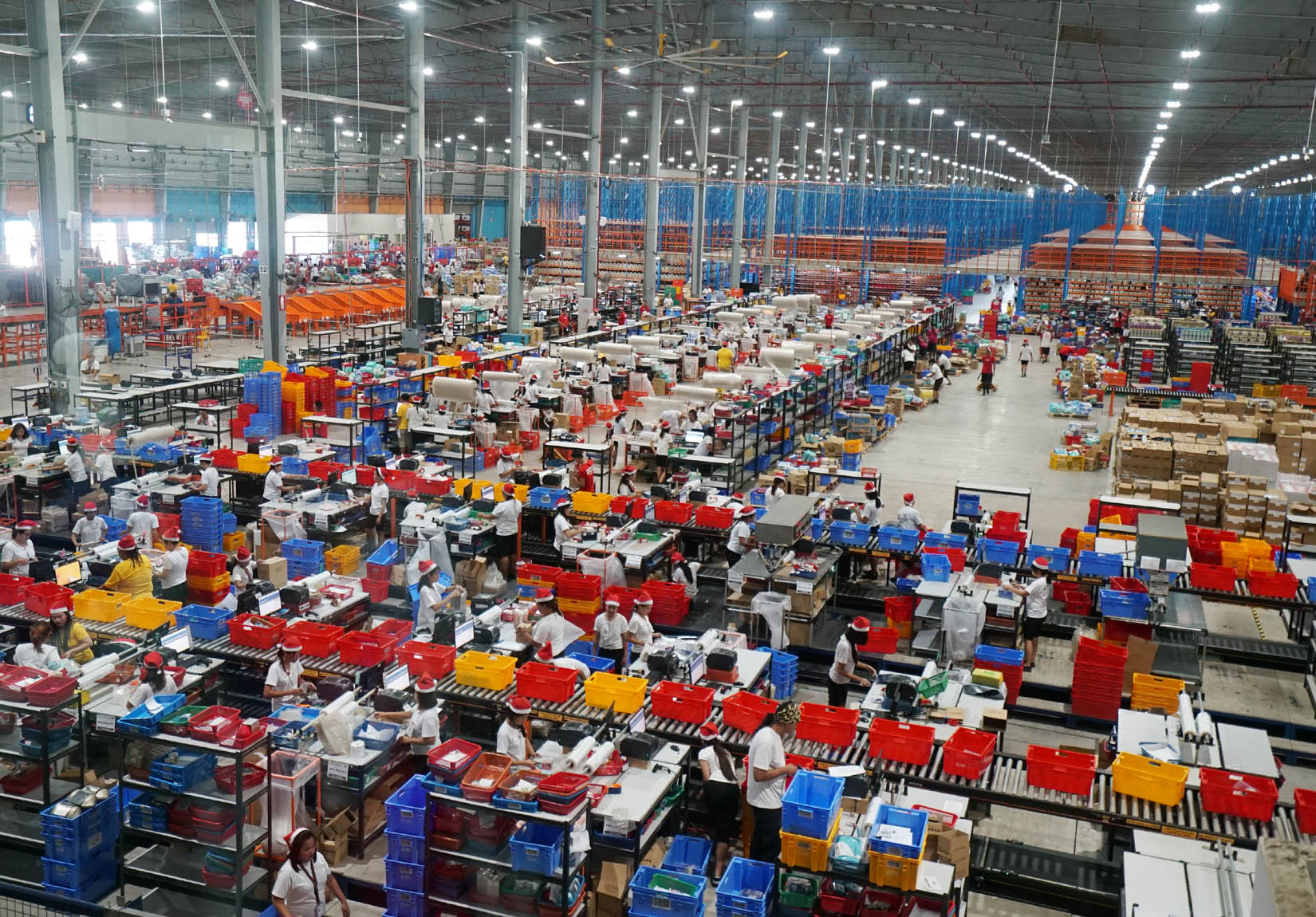
Un entrepôt Lazada à Cabuyao, Laguna, Philippines en 2018. Des tiers peuvent expédier des stocks aux clients depuis les entrepôts de Lazada et vendre leurs produits via le marché en ligne de Lazada.

Un marché en ligne (en anglais « online marketplace ») est le nom donné à un site ou une application web commerciale (qui peut être B2B ou B2C mais encore C2C ou C2B) fournissant, via des tiers, des biens ou services. Cette plateforme de commerce en ligne regroupe ainsi plusieurs vendeurs particuliers ou professionnels.

## Présentation
Les marchés en ligne suivent donc une logique plateforme et peuvent incorporer des mécanismes de transaction sécurisés end-to-end administrés par le tiers de confiance. Elles incarnent jusqu'à présent la façon la plus simple et pratique de rationaliser économiquement et de manière multicanale le commerce en ligne.
Sur un marché en ligne, les acheteurs passent généralement leurs commandes au travers d'annonces déposées par les divers vendeurs. La transaction est portée par la plateforme, qui fait office de tiers de confiance. Elle effectue pour cela une séparation des fonds du montant de la commande en deux parties : le coût de service, ou commission, qu'elle se reverse et de l'autre côté le résiduel, à destination du vendeur. Ce modèle économique est parfois enrichi en amont par des systèmes d'enchères (classique ou inversé) ou remis en question par des mécanismes non financiers comme du troc (temporaire ou non) ou de devis et informations.
Le marché en ligne peut également reposer sur le dépôt d'appel d'offres, on parle alors de marché en ligne « inversé ».
Les marchés en ligne ont tendance à accentuer la compétitivité des offres en facilitant la comparaison pour l'acheteur. Elles permettent en particulier aux acheteurs de bénéficier de prix réduits, de connaître le panorama des offres grâce à la mise en ligne des catalogues des fournisseurs mais offrent également aux vendeurs un canal de prospection et de distribution performant à un coût avantageux.
Depuis 2014, les marchés en ligne abondent avec l'appétence pour l'organisation de marché de la part des consommateurs. Certaines proposent une grande variété de produits qui ont pour objectif de répondre à presque tous les besoins des consommateurs, d'autres font de leur cible des marchés de niche. La plateforme tout autant que l'interface utilisateur et l'expérience résultante de celles-ci sont au cœur des préoccupations des administrateurs de marchés en ligne. Les marchés en ligne sont un intermédiaire entre l'acheteur et un vendeur ou fabricant.

## Les marchés en ligne de sous-traitance
Il existe des marchés en ligne pour la sous-traitance numérique d'une activité professionnelle comme les services informatiques, l'optimisation de référencement, le marketing, la mise en relation avec les freelances ou autres métiers de spécialistes.

## Les nouveaux marchés en ligne
De nombreux marchés en ligne voient le jour à partir des boutiques déjà existantes qui développent leurs offres. C'est le cas de Cdiscount, La Redoute, ou Maisons du Monde.
Dans l'industrie de la mode, de plus en plus de marques lancent leurs marché en ligne, à l'instar d'ASOS qui connait un franc succès, ou encore Vinted.
Récemment, le marché en ligne du jeux vidéo d'occasion à vu apparaître un nouvel acteur nommé Gamecheap. Cette place de marché met en relation les joueurs de jeux vidéo désirant acheter, vendre ou échanger des jeux vidéo d'occasion, et se présente comme un tiers de confiance lors de transaction non physique.
De plus en plus de marchés en ligne se lancent aujourd'hui dans le monde de l’occasion et suivent le modèle de l’économie circulaire à l'instar La Reboucle (espace consacré à la seconde main de La Redoute) ou Cdiscount Occasion (site de vente entre particuliers de Cdiscount).

## Les marchés en ligne et l'économie collaborative
De nombreuses plateformes de l'économie collaborative sont en réalité des marchés en ligne de pair à pair. Aussi désignée plateforme « switch », les marchés en ligne de l'économie collaborative ont pour caractéristique de souvent disposer d'utilisateurs alternant entre vendeur et acheteur de biens -tels que eBay, AirBnB ou NearShop- ou de services -comme intui-.
L'économie collaborative originant en grande partie de la philosophie de l'open source, il est donc normal de retrouver des initiatives open source pour développer ce type de marchés en ligne gratuitement et de manière participative.

## Principaux marchés en ligne dans le monde
Chaque région du monde a développé ses propres marchés en ligne et rares sont ceux qui ont réussi à devenir internationaux, ci-dessous les principaux :
- Mondiale : Alibaba.com, Amazon, eBay, Groupon, Airbnb
- Amérique du Nord : Amazon, eBay, Craigslist, Jet.com (en)
- Europe : Fnac-Darty, Amazon, Le Bon Coin, eBay, ManoMano, Gumtree, Rakuten, Cdiscount, Back-Market, Gamecheap
- Afrique : Jumia, Souq.com, Konga.com (en)
- Asie : Taobao, Lazada, Tmall, Rakuten, JD.com

## Les marchés en ligne solidaires
Avec la pandémie de Covid-19, de nombreuses actions solidaires ont vu jour comme l'apparition d'une nouvelle forme de plateforme, les marchés en ligne solidaires.
Certaines ont permis la vente de bons d'achat auprès de commerçants. D'autres ont développé un modèle de marché en ligne local, solidaire et bénévole afin de permettre aux commerçants, artisans et producteurs de vendre en ligne, sans commission ni abonnement.
Les marchés en ligne solidaires peuvent fonctionner sur deux modèles : 
- Intermédiaire : la plateforme porte la transaction entre l'acheteur et le vendeur en prélevant des frais minimum correspondant aux frais de fonctionnement
- Mise en relation : la plateforme ne se place pas comme intermédiaire[14]. La commande a lieu directement entre l'acheteur et le vendeur, sans aucune commission[15],[16].

## Europe

### Terminologie européenne
place de marché en ligne« un service utilisant un logiciel, y compris un site internet, une partie de site internet ou une application, exploité par le professionnel ou pour son compte qui permet aux consommateurs de conclure des contrats à distance avec d’autres professionnels ou consommateurs »
fournisseur de place de marché en ligne« tout professionnel qui fournit une place de marché en ligne aux consommateurs »
fournisseur d’une place de marché en ligne« un prestataire de services intermédiaires utilisant une interface en ligne qui permet aux consommateurs de conclure des contrats à distance avec des professionnels pour la vente de produits »

### Règlementation européenne
La réglementation européenne considère la vente en ligne comme une forme de vente à distance.
La vente en ligne peut être considérée comme ciblant les consommateurs de l'Union européenne quand l'opérateur vise un État membre, ses zones géographiques de livraison, les langues d'interface, les moyens de paiement, la monnaie ou le nom de domaine.
La directive 2011/83/UE du 25 octobre 2011 relative aux droits des consommateurs et amendée par des directives ultérieures prévoit des exigences spécifiques supplémentaires en matière d’information applicables aux contrats conclus sur des places de marché en ligne.
Le règlement (UE) 2023/988 du 10 mai 2023 relatif à la sécurité générale des produits prévoit notamment des obligations spécifiques des fournisseurs de places de marché en ligne en matière de sécurité des produit.

### Jurisprudence européenne
Un marché en ligne peut être affecté par le droit des marques.

## Critiques
De nombreux marchés en ligne se sont vu reprocher de détruire des emplois locaux (dumping social), ces derniers ne pouvant soutenir la compétition sur les coûts offerts par la sous-traitance en ligne.
L'environnement juridique et légal est également très incertain et nécessite encore régulation (2018). En conséquence, il existe un écart entre ce dont est responsable, ce dont est tenu responsable et ce qui est retenu contre le marché en ligne et les tiers qui y opèrent. Les marchés en ligne et les plateformes collaboratives ont fait face à de nombreuses critiques au cours de ces dernières années pour leur manque de protection des consommateurs.
Aussi, pour rassurer acheteurs et vendeurs lors des transactions, la plupart des marchés en ligne ont mis en place un certain nombre de contrôles (carte d'identité, justificatif de domicile, etc) mais également des processus d'évaluation des plus stricts pouvant aboutir à l'exclusion définitive des acheteurs et vendeurs ayant de mauvais retours lors des transactions. De nombreux spécialistes des marchés en ligne précisent d'ailleurs que celles qui réussissent le doivent à leur processus d'évaluation des plus rigoureux (notamment sur les vendeurs). De plus en plus de marchés en ligne oriente leur sourcing de façon éthique .